# Canadá en los Juegos Olímpicos de Pekín 2022
Canadá estuvo representado en los Juegos Olímpicos de Pekín 2022 por un total de 215 deportistas que competirán en 14 deportes. Responsable del equipo olímpico es el Comité Olímpico Canadiense, así como las federaciones deportivas nacionales de cada deporte con participación.
Los portadores de la bandera en la ceremonia de apertura fueron el patinador de velocidad en pista corta Charles Hamelin y la jugadora de hockey sobre hielo Marie-Philip Poulin.

## Medallistas
El equipo olímpico canadiense obtuvo las siguientes medallas:
| Nombre                                                                 | Deporte                              | Competición                     |
| ---------------------------------------------------------------------- | ------------------------------------ | ------------------------------- |
| Oro                                                                    |                                      |                                 |
| Equipo                                                                 | Hockey sobre hielo                   | Torneo F                        |
| Ivanie Blondin Valérie Maltais Isabelle Weidemann                      | Patinaje de velocidad                | Persecución por equipos F       |
| Charles Hamelin Steven Dubois Pascal Dion Jordan Pierre-Gilles         | Patinaje de velocidad en pista corta | Relevo M                        |
| Maxence Parrot                                                         | Snowboard                            | Slopestyle M                    |
| Plata                                                                  |                                      |                                 |
| Mikaël Kingsbury                                                       | Esquí acrobático                     | Baches M                        |
| Marielle Thompson                                                      | Esquí acrobático                     | Campo a través F                |
| Cassie Sharpe                                                          | Esquí acrobático                     | Halfpipe F                      |
| Laurent Dubreuil                                                       | Patinaje de velocidad                | 1000 m M                        |
| Isabelle Weidemann                                                     | Patinaje de velocidad                | 5000 m F                        |
| Ivanie Blondin                                                         | Patinaje de velocidad                | Salida en grupo F               |
| Steven Dubois                                                          | Patinaje de velocidad en pista corta | 1500 m M                        |
| Éliot Grondin                                                          | Snowboard                            | Campo a través M                |
| Bronce                                                                 |                                      |                                 |
| Justin Kripps Ryan Sommer Cameron Stones Benjamin Coakwell             | Bobsleigh                            | Cuádruple M                     |
| Christine de Bruin                                                     | Bobsleigh                            | Individual F                    |
| Bradley Gushue Mark Nichols Brett Gallant Geoff Walker Marc Kennedy    | Curling                              | Equipo M                        |
| Rachael Karker                                                         | Esquí acrobático                     | Halfpipe F                      |
| Marion Thénault Miha Fontaine Lewis Irving                             | Esquí acrobático                     | Salto aéreo equipo mixto        |
| James Crawford                                                         | Esquí alpino                         | Combinada M                     |
| Isabelle Weidemann                                                     | Patinaje de velocidad                | 3000 m F                        |
| Steven Dubois                                                          | Patinaje de velocidad en pista corta | 500 m M                         |
| Kim Boutin                                                             | Patinaje de velocidad en pista corta | 500 m F                         |
| Alexandria Loutitt Matthew Soukup Abigail Strate Mackenzie Boyd-Clowes | Saltos en esquí                      | Trampolín normal equipo mixto   |
| Mark McMorris                                                          | Snowboard                            | Slopestyle M                    |
| Maxence Parrot                                                         | Snowboard                            | Big air M                       |
| Meryeta Odine                                                          | Snowboard                            | Campo a través F                |
| Éliot Grondin Meryeta Odine                                            | Snowboard                            | Campo a través por equipo mixto |